# 情态样格
情态样格是匈牙利语一种格，表达某人拥有状态、能力、任务(样格，如“作为奖励”“例如”)，或作出动作的方式、事件发生或语言(情态格，如“粗心”“意外”“讲德语”)。
情态样格的例子有“Beszélek magyarul。”(我说匈牙利语。)句子指示能说匈牙利语的能力。据元音和谐规则，ul变成ül，同“Beszélek németül。”(我说德语。)的情况，因为német“德语”完全由央和/或前元音组成。